# قاآنی شیرازی
میرزا حبیب‌الله متخلص به قاآنی، فرزند محمّدعلی گلشن از شاعران و قصیده‌سرایان بزرگ دربار فتحعلی شاه، محمّدشاه و آغاز پادشاهی ناصرالدین‌شاه قاجار بود. وی تخلص خود را از اباقاآن پسر شجاع‌السلطنه گرفته بود.
قاآنی در ۱۲۲۳ قمری در شیراز و در خانواده‌ای با ریشه ایل زنگنه کرمانشاه، چشم به جهان گشود. در هفت سالگی یتیم گردید و تحصیلات مقدماتی را در همان شیراز فرا گرفت و در اوایل جوانی عازم مشهد شد تا در آنجا به ادامه تحصیل بپردازد و میدان تازه‌ای برای کسب معاش پیدا کند. پدر قاآنی، گلشن کرمانشاهی است و برادرزاده‌اش هم آیت‌الله میرزا محمدتقی شیرازی مشهور به میرزای دوم شیرازی است. پسر قاآنی نیز شاعری با تخلص «سامانی» بوده که در ۱۲۸۵ ق از دنیا رفته‌است.
قاآنی در ادبیات عرب و فارسی مهارت کافی یافت و به حکمت نیز علاقه سرشاری داشت و می‌توان گفت شهرت شاعری او لطمه به شهرت او به عنوان یک حکیم دانشمند زده‌است. در حکمت او را همپایه ملاصدرا و حاج ملاهادی سبزواری و در شرعیات مرتضی انصاری شمرده‌اند. از این رو فتحعلی‌شاه او را «مجتهدالشعراء» لقب داد و محمدشاه نیز قاآنی را «حسان‌العجم» می‌خواند، زیرا آنچنان در قصیده سرایی توانایی داشت که مایهٔ شگفتی خوانندگان بود.
| بنفشه رسته از زمین به طرف جویبارها  |  | و یا گسسته حور عین ز زلف خویش تارها |
| ز سنگ اگر ندیده‌ای چه سان جهد شرارها |  | به برگ‌های لاله بین میان لاله‌زارها   |

قاآنی شاید نخستین شاعر ایرانی است که به زبان فرانسه تسلط داشت. همچنین در ریاضیات، کلام و منطق نیز استادی مسلم به‌شمار می‌رفت، اما برای مضامین اشعارش از آن همه علم و اطلاعات وسیع استفاده کافی نکرد و شعر را وسیله‌ای برای ارتزاق و تفنن می‌دانست نه هنر.
اشعار قاآنی از دیدگاه لفّاظی، به‌کاربردن آرایه‌های شعری و ابتکار در قوافی بی‌همتاست. قاآنی علاوه بر دیوان اشعارش که در حدود هفده هزار بیت است؛ کتابی منثور به نام پریشان به سبک گلستان سعدی نگاشته که افزون بر تحمیدیه‌ها، هزلیات و حکایاتی پندآموز و تمثیل‌وار و گاهی با واژه‌های رکیک را دربردارد. وی در سال ۱۲۷۰ در تهران بدرود زندگانی گفت و در حرم شاه عبدالعظیم در ری به خاک سپرده شد.
شعر زیر از تفنن‌های بسیار زیبای قاآنی در مکالمه یک پیرمرد و یک کودک است که هر دو لکنت زبان دارند.
برای خواندن این قطعه باید ظرافتی خاص به کار برد.
| پیرکی لال سحرگاه به طفلی الکن     |  | می‌شنیدم که بدین نوع همی‌راند سخن  |
| کای ز زلفت صصصبحم شا شا شام تاریک |  | وی ز چهرت شا شا شا مم صصصبح روشن |
| تتتریاکیم و بی شششهد للبت         |  | صصبر و تا تا تابم رررفت از تتتن  |
| طفل گفتا: مممن را تتو تقلید مکن   |  | گگگم شو ز برم ای کککمتر از زن    |
| مممی خواهی ممشتی به ککله‌ت بزنم    |  | که بیفتد مممغزت ممیان ددهن؟      |
| پیر گفتا وووالله که معلومست این   |  | که که زادم من بیچاره ز مادر الکن |
| هههفتاد و ههشتاد و سه سالست فزون  |  | گگگنگ و لا لا لا لم به خخلاق زمن |
| طفل گفتا خخدا را صصصد بار شششکر   |  | که برستم به جهان از مملال و ممهن |
| مممن هم گگنگم مممثل تتتو          |  | تتتو هم گگگنگی مممثل مممن        |

## شیوه ی شاعری
قاآنی را شاید متاخرترین شاعر در ادبیات فارسی دانست که به شیوه‌ی پیشینیان شعر می‌گفت و در این‌کار مهارتی شگرف داشت. او استادی ماهر و صنعتگری چیره‌دست بود. تغزل و توصیف در شعر قاآنی به قدری بدیع نغز و ابتکاری بود که به هنگام خواندن اشعار وی اسلاف او همه فراموش می‌شدند. مهمترین اثر منثور قاآنی یعنی پریشان آخرین حلقه از زنجیره‌ی طولانی تقلیدهایی‌ست که از گلستان سعدی از قرن ششم به بعد صورت گرفته است.

## نثر قاآنی
در کتابخانه مجلس شورای ملی مجموعه ‏یی خطی به نشانهء[شمارهء خارج از فهرست:۱۴۵- شمارهء دفتر ۱۲۹۰۴]وجود دارد.این مجموعه به قطع رحلی و دارای خطی ناخوش و غلطهای فراوان‏ است و ظاهرا در رشت نگاشته شده است. این مجموعه حاوی قطعاتی از نظم و نثر شاعران و نویسندگان متقدم و معاصر گردآورندهء آنست‏ و در آن دو نامه از حکیم قاآنی وجود دارد که یکی از آنها قبلا انتشار یافته بود. متن نامه چنین است: فدای حضور مبارکت شوم دستخط مبارکت را دیروز صبح من ذؤابة الفلق الی ذنابة الغسق‏۲ مرة بعد اولی،و کرة بعد اخری زیارت نمودم.از هیجان شوق و فوران ذوق دل دربرم تپیدن گرفت، و خون در عروقم دویدن‏ دلم ز وجد،تو گفتی که می‏زند ناقوس‏ تنم ز رقص،تو گفتی که می‏کند پرواز و اینکه میعاد شرفیابی فدوی را روز پنجشنبه قرار داده بودید.بخ‏بخ و علیک عین اللّه!من عادت بخت‏ خویش دانم!که بندهء فدوی را به اقامت درین شهر سعادت نیست تا چه رسد بدانکه عصر پس فردا مرخص شده به شیراز می‏روم! 
- ندیم شیرازی